# Tiroteig massiu de París de 2022
El 23 de desembre de 2022 es va produir un tiroteig massiu a tres locals kurds del 10è districte de París, França. Tres persones van morir i tres més van resultar ferides a un centre cultural kurd al carrer d'Enghien i als voltants. Els investigadors creuen que el tiroteig va ser un acte de terrorisme d'extrema dreta. El sospitós, William Mallet, de 69 anys, va confessar haver estat motivat pel racisme i va declarar que «no li agradaven els kurds».

## Context
L'atac es va produir quan la violència de dreta augmenta a França. L'atac també va arribar gairebé deu anys després del triple assassinat contra activistes kurdes el gener de 2013.

## Tiroteig
El tiroteig massiu va succeir el 23 de desembre de 2022, poc abans del migdia, a la Rue d'Enghien del 10è districte de París, prop del Centre Cultural Kurd Ahmet Kaya. L'agressor, armat amb un Colt 45, va disparar tres trets cap al centre cultural, matant dues persones. A continuació, va disparar tres trets en direcció a un restaurant kurd davant del centre cultural, matant una persona. Després va disparar tres trets a una perruqueria kurda i va ferir tres persones.

## Víctimes
Tres persones van morir en el tiroteig: Emine Kara, la cap del moviment de dones kurdes a França; un cantautor kurd i refugiat polític; i un home gran que era habitual del centre cultural. Altres tres van resultar ferits, inclòs un en estat crític. L'agressor, abans de la seva detenció, va resultar ferit a la cara.

## Sospitós
El sospitós, William Mallet, de 69 anys (nascut el 30 de març de 1953) de Montreuil, Sena Saint-Denis, va ser detingut a l'escena del crim.  Va ser identificat ràpidament a causa d'una identificació de la SNCF que li van trobar a la cartera. En el moment de la seva detenció, tenia un maletí que contenia dos o tres cartutxos carregats i una caixa de cartutxos de calibre 45 amb almenys 25 cartutxos a l'interior. Mallet va ser un maquinista retirat de la SNCF i vivia al 10è districte.
Durant la investigació, va dir que primer hauria «buscat de disparar als estrangers a Saint-Denis» abans de canviar d'opinió i decidir atacar la comunitat kurda del 10è districte, davant la manca de gent al carrer.
El 2016, va apunyalar un lladre amb un ganivet de cuina i, el juny de 2021, va ser condemnat a dotze mesos de presó. El 2017 va ser condemnat a sis mesos de presó per tinença prohibida d'armes. El 2021, va atacar un camp de migrants al barri parisenc de Bercy amb una espasa, ferint tres migrants i tombant a terra sis tendes. Estava investigat per «violència racista amb armes». Durant les audiències davant el jutge d'instrucció, va fer comentaris profans de «racisme inequívoc», i va ser posat en llibertat el 12 de desembre de 2022 sota supervisió judicial. Malgrat aquestes condemnes legals, mai va ser inscrit a la FINIADA (expedient nacional de persones amb prohibició d'adquirir i posseir armes) i no s'havia fet cap escorcoll al seu domicili.
Entusiasta de les armes de foc i tirador esportiu, va dir que va obtenir el Colt 45 utilitzat en el tiroteig d'un amic que havia conegut en un club de tir de Versalles. En el moment de la seva detenció, l'home armat tenia dos o tres carvistes carregades amb 14 cartutxos, així com 25 cartutxos addicionals. Suposadament, va dir que va actuar perquè era un «racista», i va fer comentaris incoherents durant la seva detenció, dient a la policia que «no li agradaven els kurds».
El ministre de l'Interior francès, Gérald Darmanin, va afirmar que el sospitós no era objecte d'un expedient vinculat a l'ultradreta i també va afirmar que el sospitós «no era conegut pels serveis d'intel·ligència, ni tampoc per la Direcció General de Seguretat Nacional». Va afirmar que el sospitós estava «òbviament buscant depredació d'estrangers» i també va afirmar que el sospitós «va actuar sol».

## Investigació i legal
Es va obrir una investigació per assassinats, homicidi intencionat, violència agreujada i violacions d'armes que es va destinar a la brigada criminal de la DRPJ.
El 24 de desembre, el sospitós va ser alliberat de custòdia policial i sotmès a avaluació psiquiàtrica.

## Conseqüències
El 23 de desembre, durant la visita de Darmanin a l'escena del crim, la policia es va enfrontar amb els manifestants kurds i els va disparar gasos lacrimògens. Centenars de kurds es van concentrar a l'exterior del centre i als carrers veïns per protestar pels tiroteigs, enfrontant-se amb les forces de seguretat, llançant pedres i contenidors d'escombraries. Els enfrontaments van ferir onze agents, segons la policia francesa. El 24 de desembre hi va haver més protestes violentes. Els representants de la comunitat kurda local no es van mostrar satisfets amb l'enfocament de la investigació en l'agressor francès i van considerar que hi havia una possible implicació del govern turc. Es va anunciar que a França, els centres comunitaris kurds estarien vigilats les 24 hores del dia per evitar un esdeveniment similar. Es van anunciar passos similars per a les missions diplomàtiques turques.
Després de l'atac, Turquia va demanar a França que restringís l'activitat «antiturca» del Partit dels Treballadors del Kurdistan (PKK) i l'ambaixador francès a Turquia va ser convocat pel Ministeri d'Afers Exteriors turc, per expressar el malestar de Turquia amb la «propaganda negra» del PKK contra Turquia.